# Koninklijke Mosa
Koninklijke Mosa is een Nederlandse producent van keramische tegels, gevestigd in Maastricht.

## Geschiedenis
Het bedrijf is in 1883 opgericht door Hubert Gérard Louis (Louis I) Regout, de vijfde zoon van Petrus Laurentius Regout, samen met zijn zoon Louis II Regout. De fabriek lag toentertijd op het grondgebied van de gemeente Meerssen; tegenwoordig is dit de Maastrichtse wijk Wyckerpoort. Het bedrijf heette aanvankelijk Louis Regout & Zonen en was in 1883 de eerste Nederlandse porseleinfabriek. Aanvankelijk maakte men voornamelijk blauw Chinees imitatieporselein. In 1888 begon men ook met de fabricage van keramische muurtegels. De porseleinfabriek ging toen Mosa Porselein heten.
In 1890 was er al een stoommachine van 70 pk. In 1891 werkten 12 jongens, 12 mannen en 95 meisjes in het bedrijf, het jaar daarop werkten er 150 mannen. In 1902 ging de glasfabriek Stella van start. In 1905 werkten 480 mensen bij Mosa Porselein. In 1913 werd Louis III Regout, de zoon van Louis II, de nieuwe directeur.
De Eerste Wereldoorlog bracht moeilijkheden met de aanvoer van grondstoffen en brandstof. Er bleef echter geproduceerd worden en ook de markt voor elektrotechnisch porselein, zoals isolatoren, werd met succes aangeboord. Na deze oorlog was er weer expansie, en er werden sinds 1925 ook Engelse theeserviezen gemaakt. De glasfabriek Stella fuseerde, na een aantal verliesgevende jaren, in 1925 met de glasfabriek van De Sphinx tot de N.V. Kristalunie.
In 1930 had het bedrijf circa 600 werknemers in dienst; in 1937 waren dat er nog 535, waarvan 181 merendeels ongehuwde vrouwen. De oppervlakte van het bedrijfsterrein besloeg 35.900 m². In 1932 werd begonnen met de productie van aardewerk, aangezien de vraag naar porselein terugliep. De crisisperiode werd goed doorstaan, maar de Tweede Wereldoorlog bracht opnieuw tekort aan grondstoffen, terwijl veel personeel in Duitsland werd tewerkgesteld. Ook werd de fabriek vlak voor de bevrijding door een bombardement getroffen, maar in 1949 was men weer op het peil van 1939.
In 1947 werd de keramisch ontwerper Edmond Bellefroid aangeworven en ging men designserviezen ontwerpen en fabriceren. Andere industriële ontwerpers die langere tijd voor Mosa werkten waren Jef Schijns en Piet(er) Stockmans. Daarnaast werd ook aandacht aan de vloertegelfabricage besteed, waartoe in 1957 te Limmel een nieuwe fabriek werd geopend.

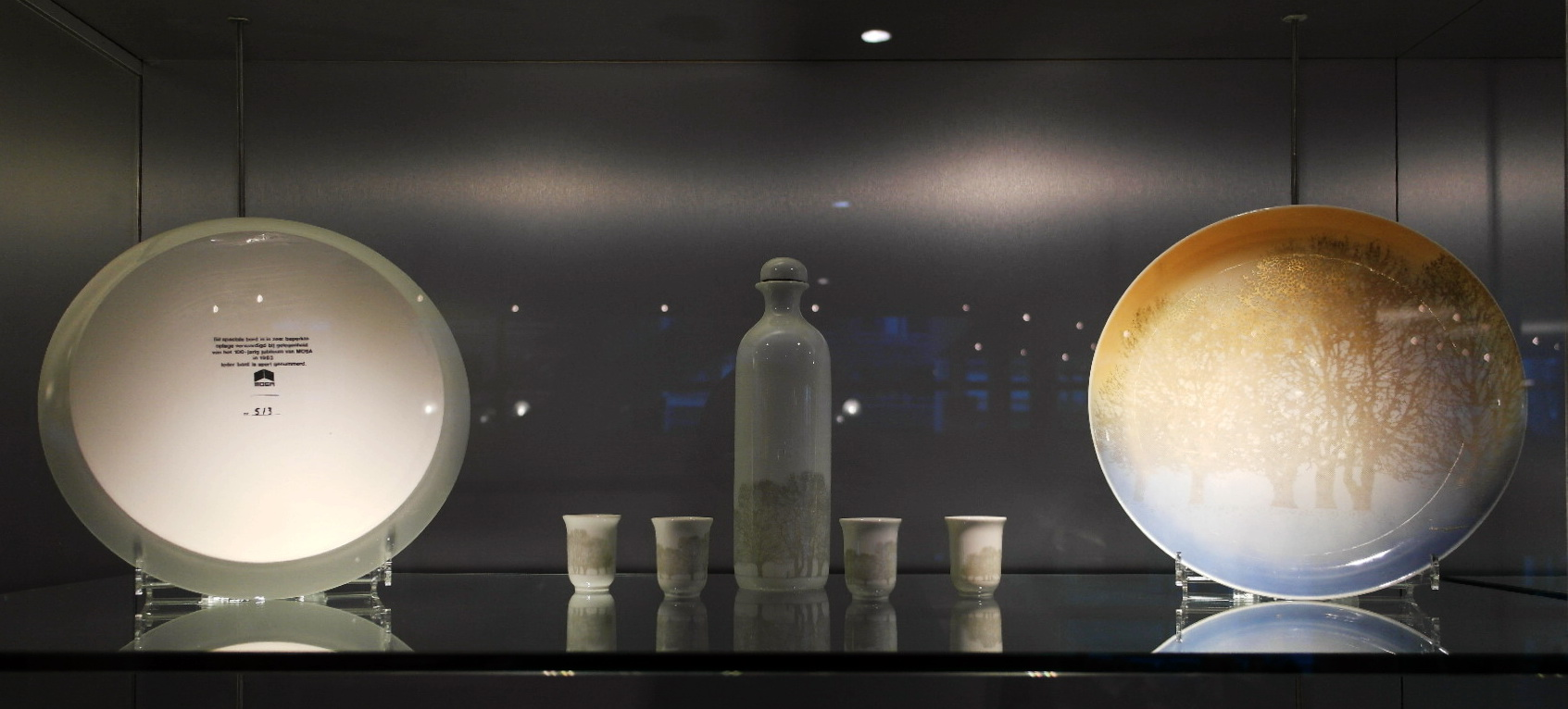
Sierborden, jeneverkruik en bekers, Mosa-porselein ter gelegenheid van het eeuwfeest in 1983 (Centre Céramique)

In 1968 hield Mosa op een familiebedrijf te zijn en werd een open naamloze vennootschap. 1972 nam het laatste lid van de familie Regout afscheid en kwam het bedrijf in handen van de Thyssen Bornemisza groep. In 1975 verkocht deze groep het aan de bouwdivisie van DSM. Het assortiment van Teeuwen werd aan Mosa toegevoegd. In 1983, ter gelegenheid van het 100-jarig bestaan, kreeg het bedrijf het predicaat 'Koninklijk'. In 1984 stootte DSM haar bouwdivisie af en kwam Mosa in handen van de Britse beleggingsgroep Redland, die het in 1991 weer doorverkocht aan de holding France Alfa. Deze verkocht in 1997 90% van het aandelenpakket door aan Nederlands investeerders. Medio 2005 werd Egeria meerderheidsaandeelhouder.
De fabrieken in Maastricht produceerden in 2008 vijf miljoen vierkante meter wand- en vloertegels, voornamelijk in het luxere segment. Hiervan werd vijfentwintig procent naar het buitenland geëxporteerd. Naast de ruim 1000 m² grote toonzaal in Maastricht, zijn er showrooms in Amsterdam en Londen. Koninklijke Mosa BV behaalde in 2003 een nettoresultaat voor belasting van 6,4 miljoen euro bij een omzet van 56 miljoen euro. In 2007 werkten er 550 mensen. Mosa behoort bij de grotere werkgevers van Maastricht.

## REMA

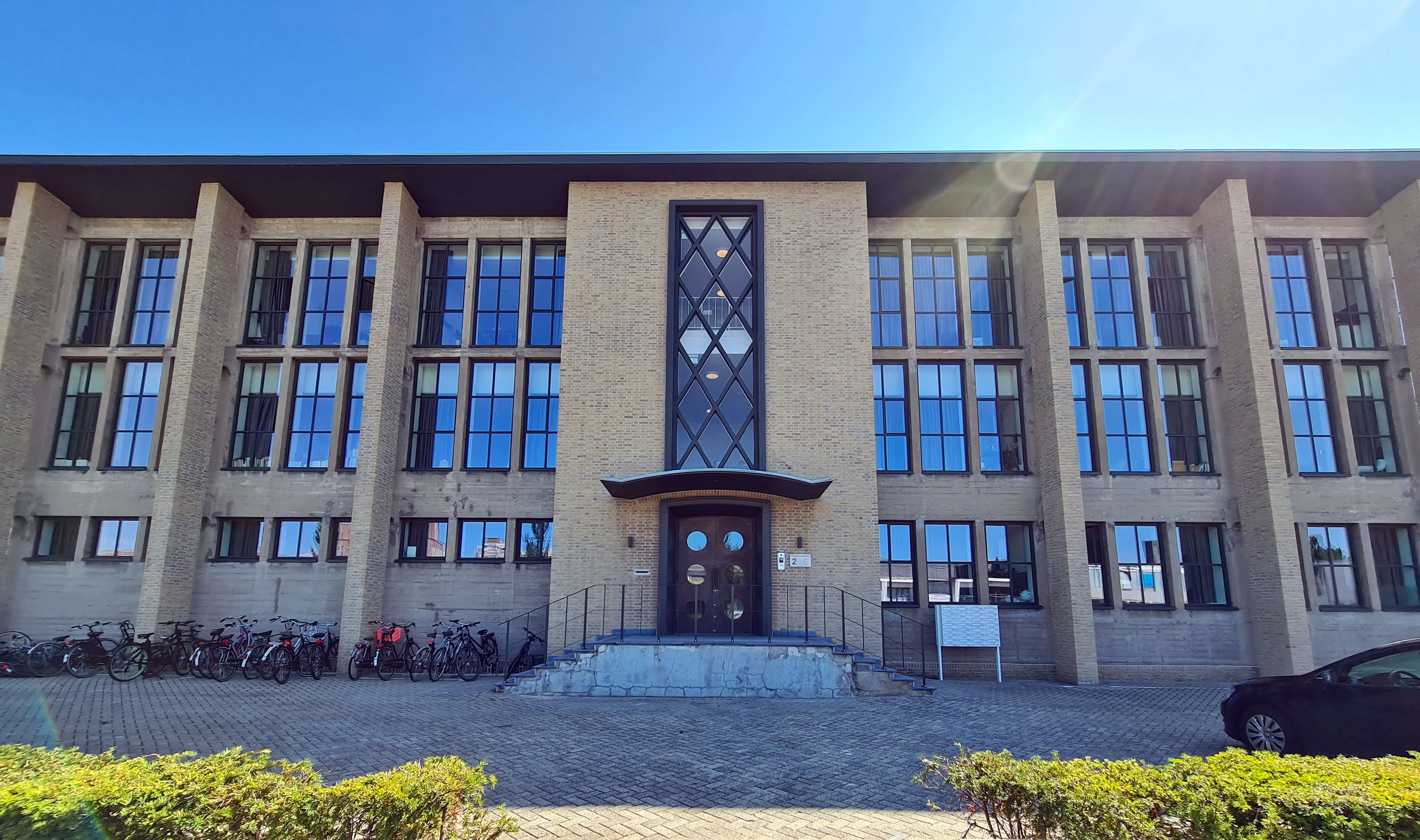
Voormalig kantoorpand (Alphons Boosten, 1950) van REMA, later Mosa (2021)

In 1965 werd de vloertegelfabriek REMA overgenomen. Deze was in 1888 opgericht door Alfred Regout en lag vlak bij de Mosa, ten zuiden van de Spoorbrug aan de Maas. Vanaf 1903 werd er ook sanitair geproduceerd. Tien jaar later werkten er 125 arbeiders. Tijdens het interbellum was het bedrijf vrij succesvol met dubbel hardgebakken vloertegels. De bij een bombardement in 1944 zwaar beschadigde fabriek werd in 1950 vervangen door een nieuw gebouw van Alphons Boosten. Na de overname door Mosa werd de productie op deze locatie beëindigd. Het fabrieksgebouw aan de Franciscus Romanusweg herbergt thans een supermarkt en enkele grootschalige detailhandelszaken.

## Maastricht Porselein
In 1996 werd de porseleinafdeling afgesplitst. Dit nieuwe bedrijf, Mosa Porselein NV, ging echter al in 2004 failliet. Daarop volgde een doorstart onder de naam Maastricht Porselein, waarmee 28 van de 130 arbeidsplaatsen behouden bleven. Maastricht Porselein werd een merk van horecagroothandel 'Wegter Grootverbruik' te Oldenzaal.

## Varia
- De naam Mosa verwijst naar de Latijnse naam voor de rivier de Maas. Zie ook Mosa Trajectum, de Latijnse naam van Maastricht.
- Maastrichts aardewerk is al tientallen jaren een gewild verzamelobject. Vooral het Mosa-decor Lange Lijs is populair bij verzamelaars.
- Sinds 2011 is de SAMdecorfabriek, het voormalige decoratie-atelier van Mosa aan de Professor Moserstraat (ingang Meerssenerweg 215), de hoofdlocatie van het jaarlijkse modespektakel Fashionclash.

## Mosa-collectie
Het Centre Céramique in Maastricht bezit een belangrijke verzameling Maastrichts aardewerk, waaronder een omvangrijke collectie (10.000 stukken) Mosa-porselein, in 2009 door de verzamelaar Henk van Buren uit Hardinxveld-Giessendam geschonken aan het Maastrichtse museum.

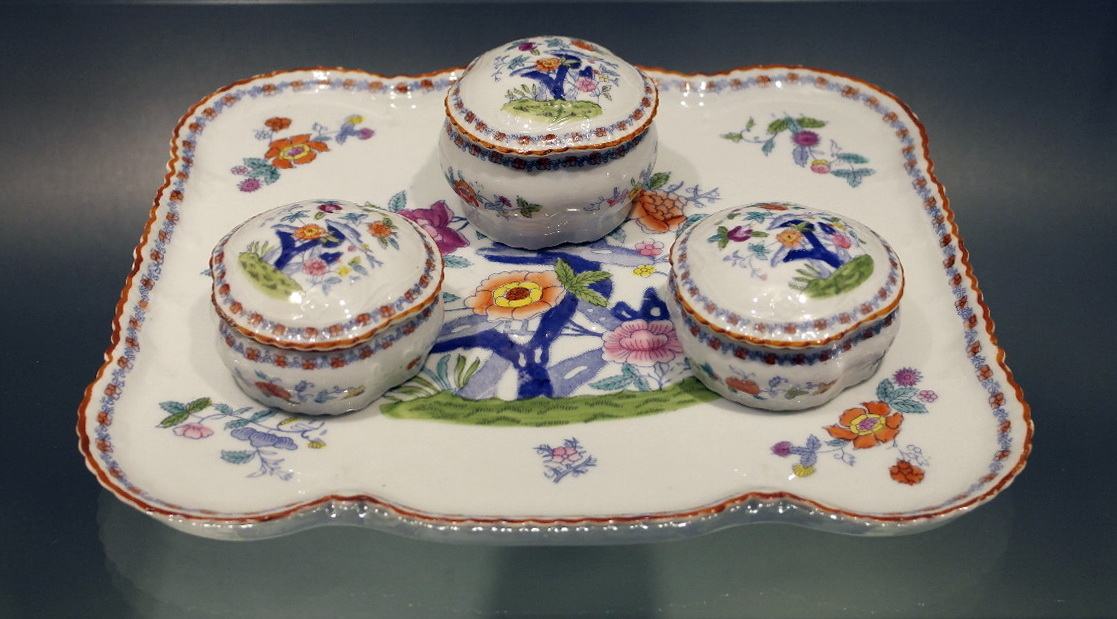
Servies Cylindriek, vanaf 1907
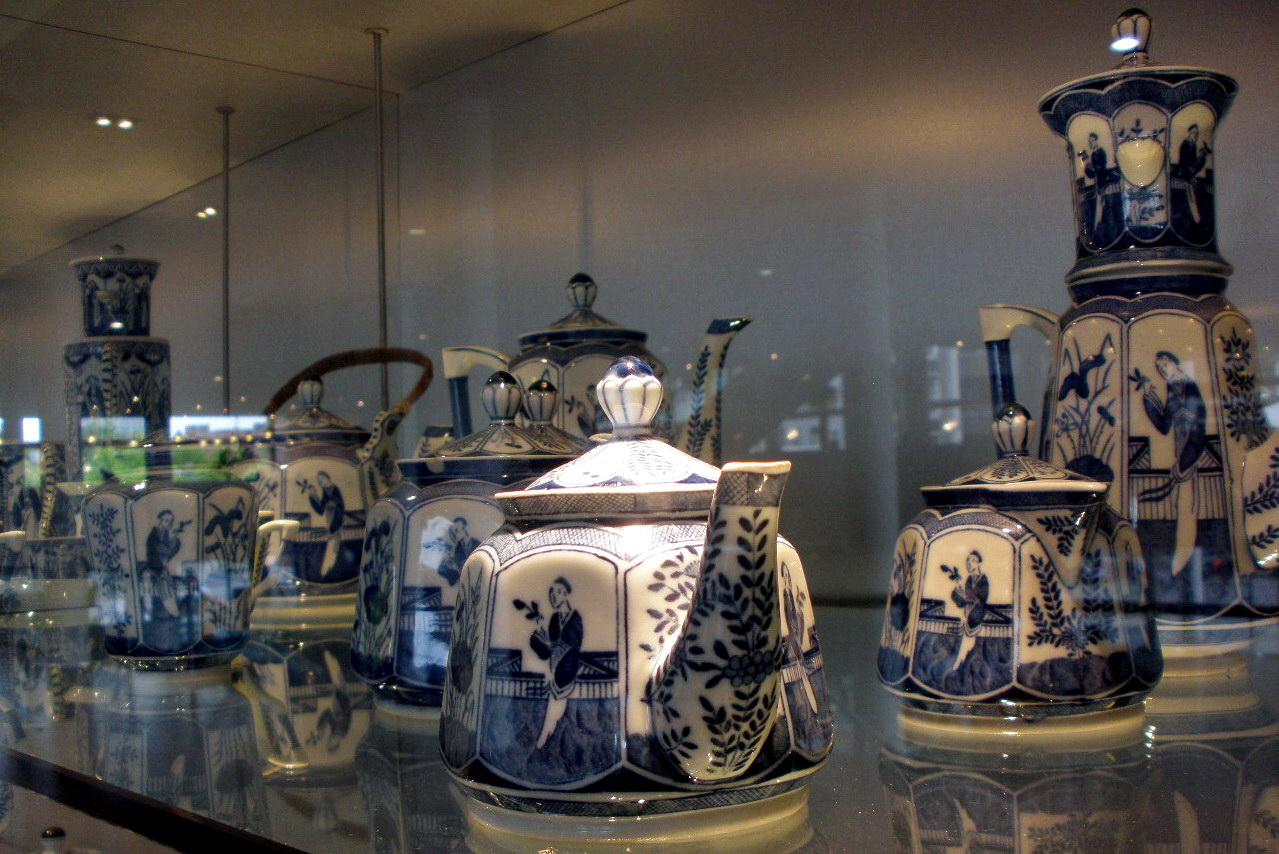
Servies met Lange Lijs-decor (ca. 1917)
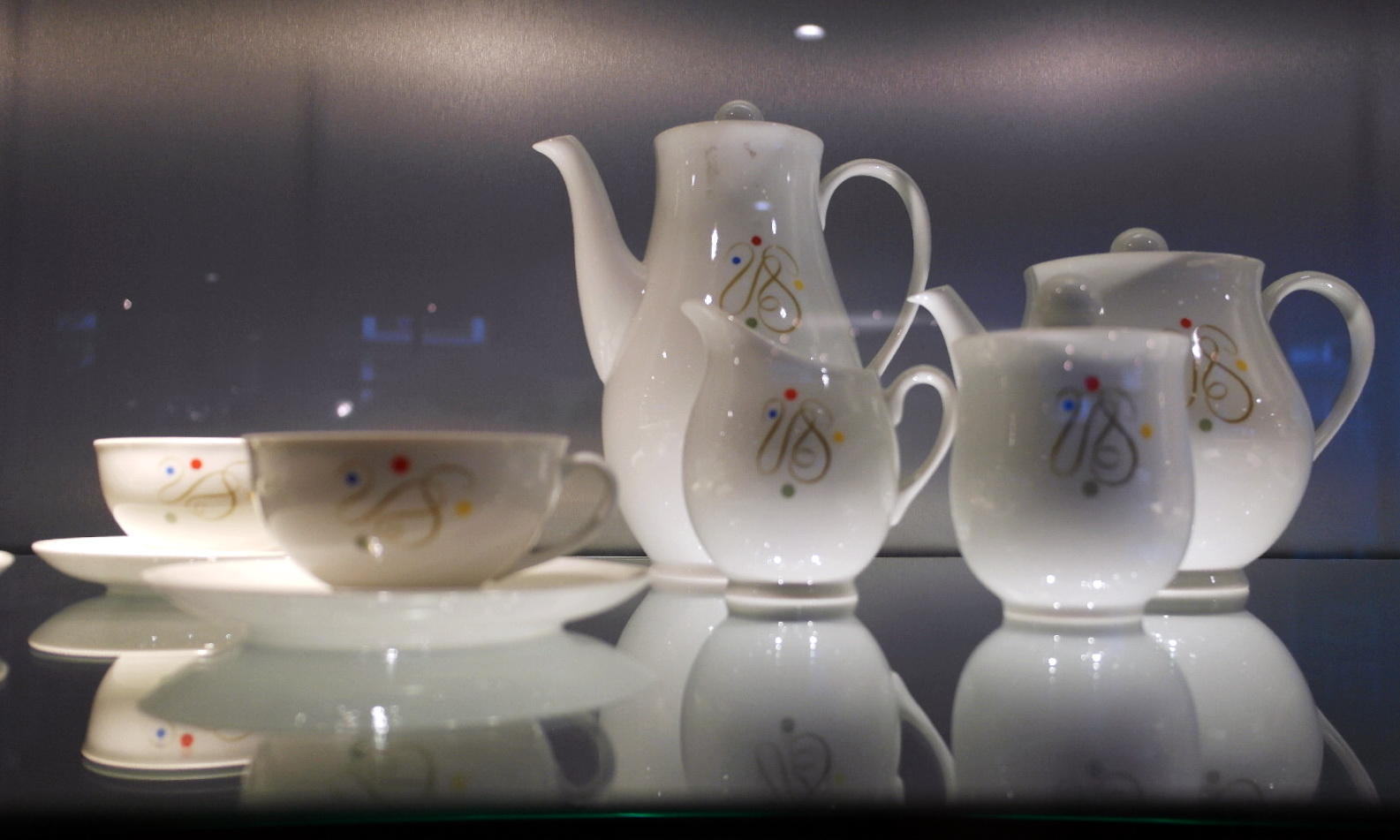
Servies Wilma. E. Bellefroid, ca. 1958
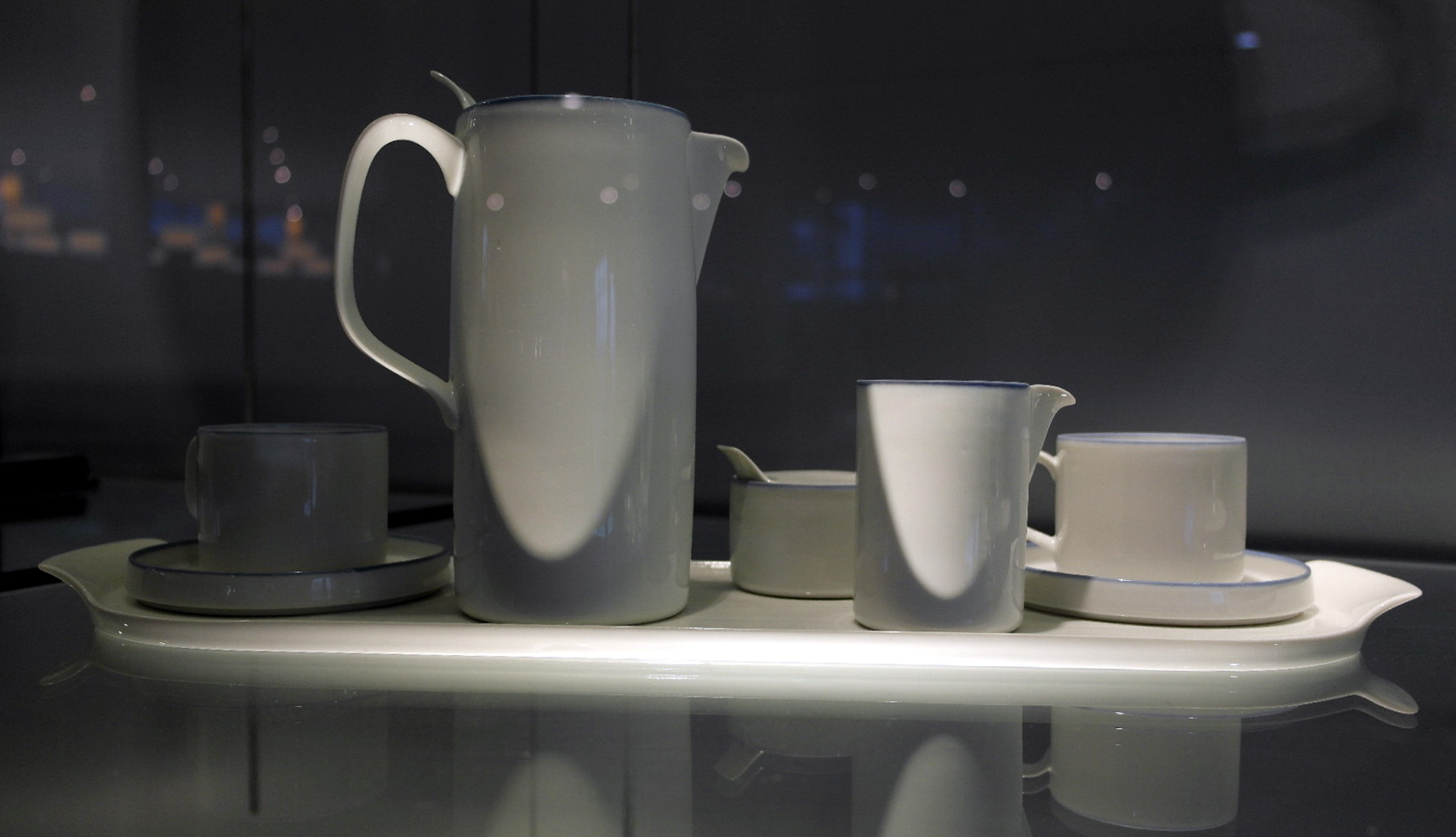
Servies Tête-à-tête, Pieter Stockmans, 1983
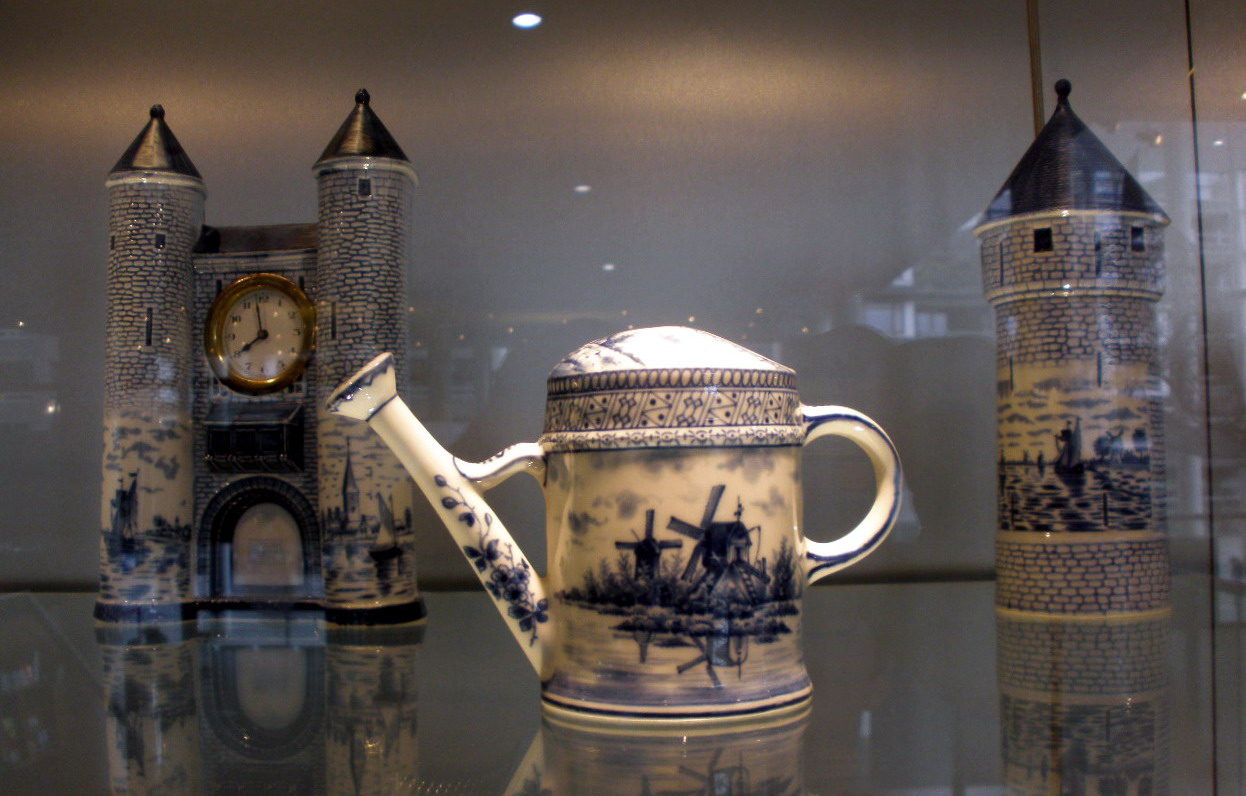
Souvenirs in chinoiseriestijl
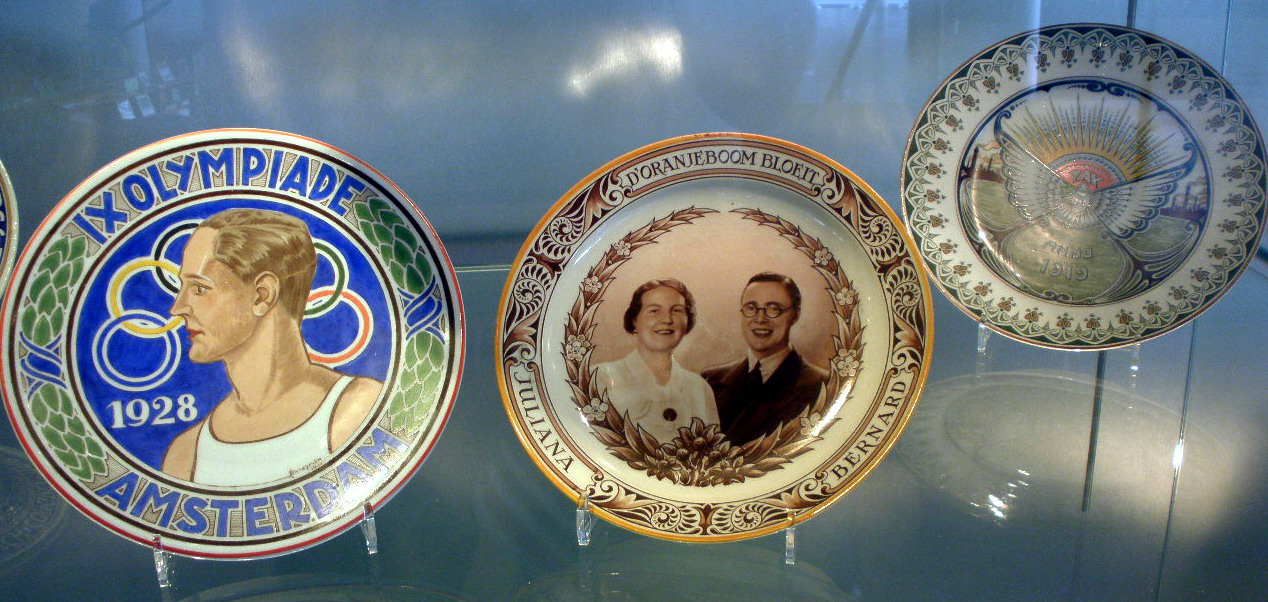
Herdenkingsborden (1928, 1937, 1919)
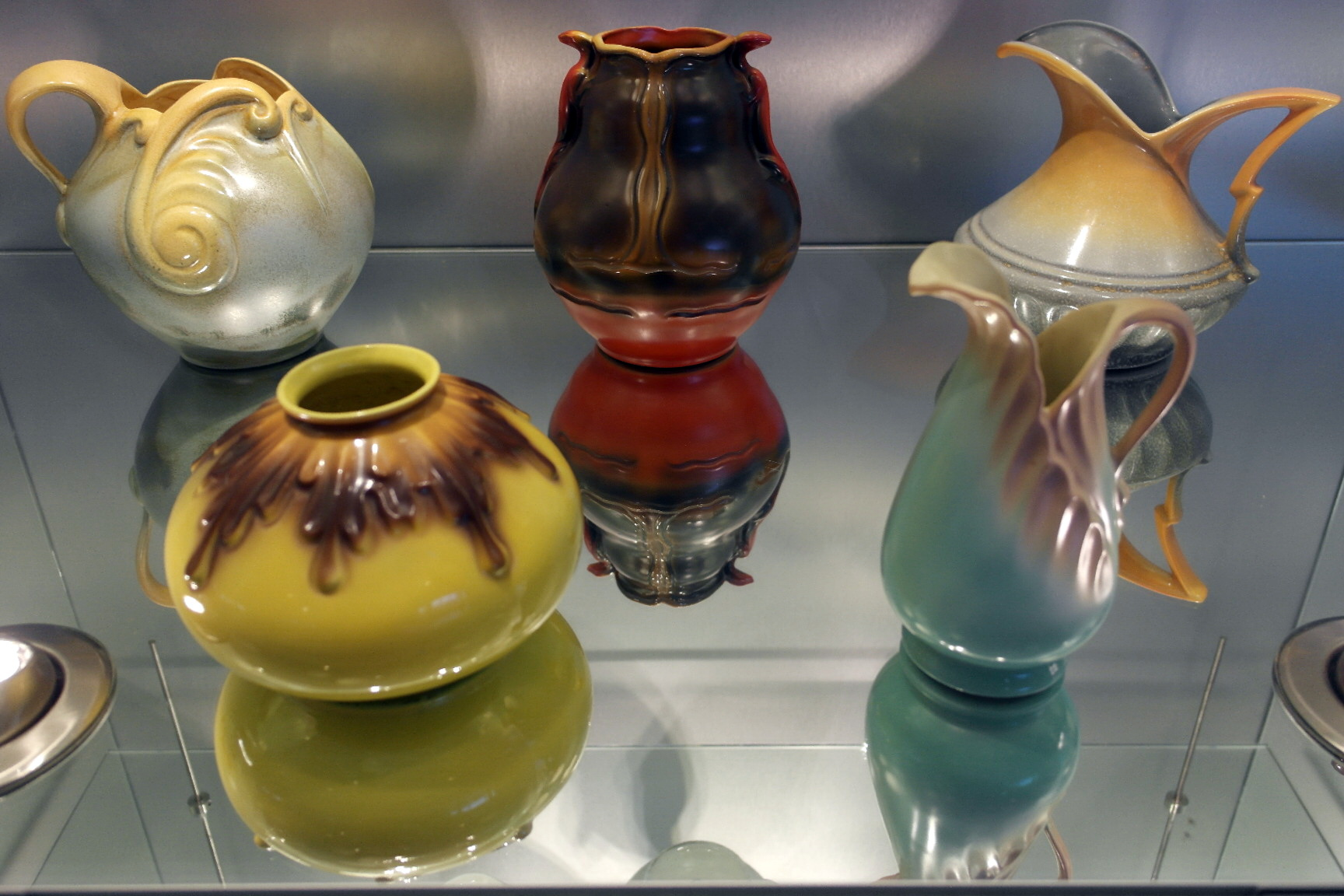
Vazen, jaren 30
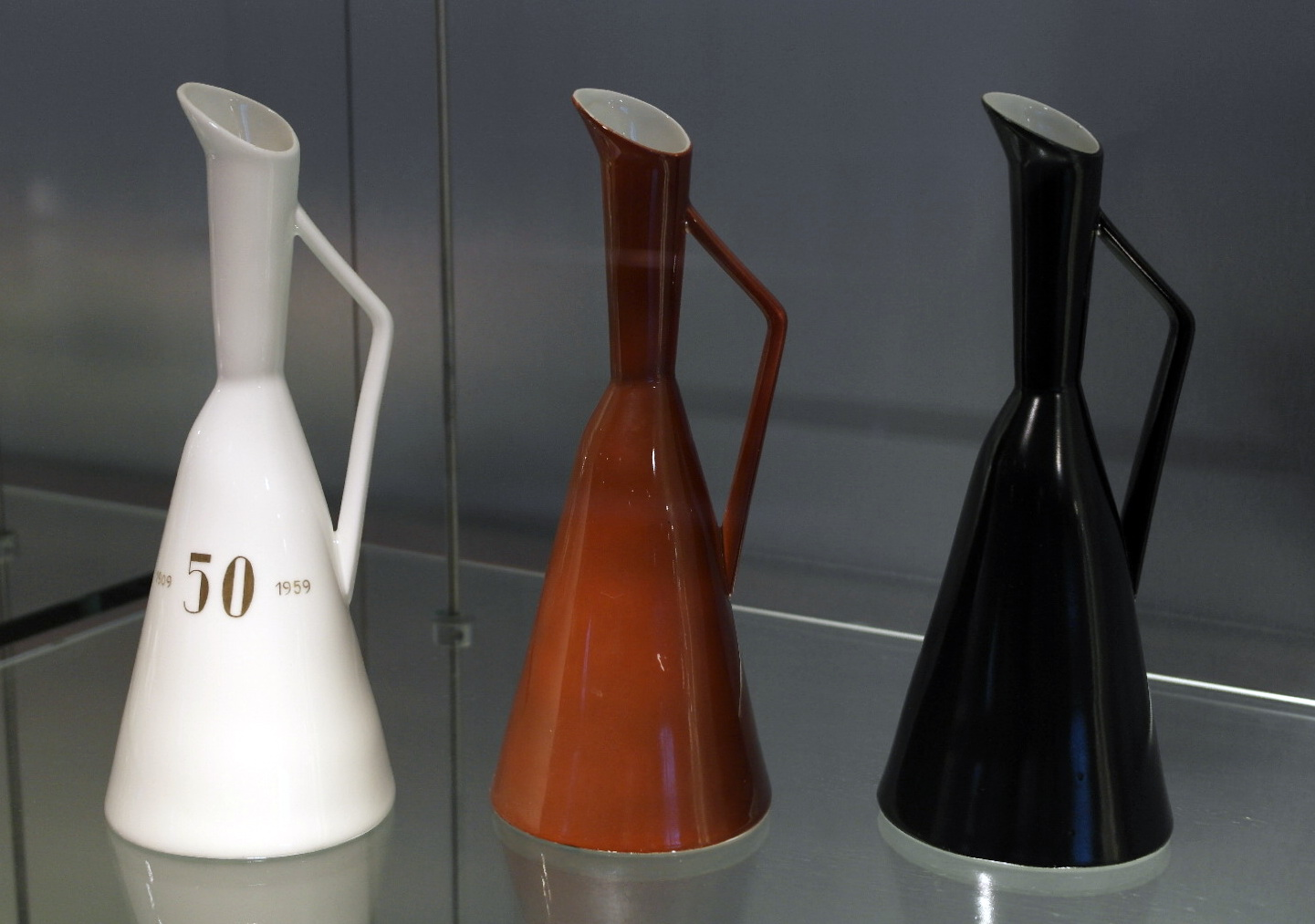
Vazen, E. Bellefroid, 1959